# Siège de Marrakech (1675-1677)
Pour les articles homonymes, voir Bataille de Marrakech.
Le Siège de Marrakech, est un siège qui a lieu entre 1675-1677, et oppose l'armée du sultan Moulay Ismaïl ben Chérif, aux partisans de Moulay Ahmed ben Mehrez, qui s'est infiltré et contrôle désormais la ville de Marrakech.

## Déroulement
Le siège commence en 1675, lorsque Moulay Ismaïl, en guerre depuis un moment face à son neveu Ahmed, attaque la ville immédiatement après avoir appris sa prise, ce qui déclenche un long siège meurtrier. Les combats très meurtrier causent énormément de pertes, surtout lors des combats de juin 1676.
Le long siège prend fin le 26 juin 1677, et se solde par la prise de Marrakech, par Ismaïl ben Chérif, et la fuite d'Ahmed en direction de Souss.
Les habitants de Marrakech sont victimes de massacres après les combats. Moulay Ismaïl en est le responsable, ce qui s'explique par le fait qu'il s'agit de la troisième révolte que connait la ville depuis le début de son règne.

## Sources

### Sources bibliographiques
1. 1 2  Michaud 1821, p. 377
2. ↑  al-Nasiri 1906, p. 65
3. ↑  al-Nasiri 1906, p. 66

### Francophone
- Ahmed ben Khâled Ennâsiri Esslâoui. (trad. de l'arabe par Eugène Fumet), Kitâb Elistiqsâ li-Akhbâri doual Elmâgrib Elaqsâ [« Le livre de la recherche approfondie des événements des dynasties de l'extrême Magrib »], vol. IX : Chronique de la dynastie alaouie au Maroc, Paris, Ernest Leroux, coll. « Archives marocaines », 1906 (lire en ligne)
- Joseph Michaud, Biographie universelle, ancienne et moderne, ou, Histoire par ordre alphabétique de la vie publique et privée de tous les hommes qui se sont fait remarquer par leurs écrits, leurs actions, leurs talents, leurs vertus ou leurs crimes, Michaud, 1821 (lire en ligne), p. 378